# David Gordo
	Juan David Gordo Mansilla (Alcalá de Henares, Madrid, España, 2 de febrero de 1970), más conocido como David Gordo, es un entrenador de fútbol español que actualmente ejerce como segundo entrenador de la Selección española sub-21 y es seleccionador sub-15 y sub-16.

## Trayectoria
David es licenciado por el INEF y profesor de la Escuela de Entrenadores e inició su carrera en los banquillos a finales de la década de los 90 como entrenador de formación en el equipo juvenil del Real Madrid CF. 
Tras salir del estructura blanca, en 1998 dirige al Club Atlético de Pinto de la Tercera División de España y más tarde, al Club Deportivo Móstoles de la misma categoría.
Desde 2002 a 2004, se hace cargo de la RSD Alcalá de la Segunda División B de España, al que dirigió durante dos temporadas.
En julio de 2005, firma como entrenador de la AD Alcorcón de la Segunda División B de España, al que dirigió hasta el 18 de septiembre de 2006, siendo cesado en la cuarta jornada de la temporada 2006-07.
En julio de 2007, firma como entrenador del CD Leganés de la Segunda División B de España, al que dirigió hasta el 4 de mayo de 2009, cuando fue cesado tras casi dos temporadas en el cargo.
En la temporada 2009-10, se convierte en entrenador del Vallecas Club de Fútbol de la Tercera División de España, del que presentaría su dimisión en diciembre de 2010.
En la temporada 2011-12, firma por el Club Unión Collado Villalba de la Regional Preferente de Madrid con el que logró el ascenso a la Tercera División de España. En su segunda temporada en el club de Collado Villalba, no pudo finalizar la temporada ya que aceptó una oferta para incorporarse a la Real Federación Española de Fútbol, cuando su equipo ocupaba puestos de play-off de ascenso a la Segunda División B de España, siendo sustituido por Mario Rivera.
En abril de 2013, inicia su primera etapa en la Real Federación Española de Fútbol para ejercer como preparador físico y asistente de Santi Denia en las categorías inferiores de la Selección de fútbol de España, donde trabajaría desde 2013 a 2022 con distintas responsabilidades.
En octubre de 2014, firma como entrenador del juvenil "A" del Club Atlético de Pinto del Grupo 12 de Liga Nacional.
Desde julio de 2017 hasta agosto de 2018, ejercería como seleccionador sub-16, desde agosto de 2018 a diciembre de 2019 trabajaría como seleccionador sub-18 y desde agosto de 2018 a junio de 2021 lo haría también como seleccionador sub-17, a la que dirigió en el Mundial de Brasil 2019, en el que España cayó en cuartos de final ante Francia.
En julio de 2021, se hace cargo de las selecciones sub-15 y sub-16, a las que dirige hasta febrero de 2022.
El 9 de febrero de 2022, firma por la Selección de fútbol de Omán para ser seleccionador de sus equipos sub-17, sub-19 y sub-20.
El 8 de mayo de 2023, firma como segundo entrenador de Santi Denia en la Selección española sub-21, para la disputa del Europeo sub-21 en junio de 2023 en las sedes de Georgia y Rumanía. También se haría oficial que a partir del mes de agosto de 2023, volverá a ocupar el cargo de seleccionador sub-15 y sub-16.

## Clubes
| Club                                                 | País   | Año             |
| ---------------------------------------------------- | ------ | --------------- |
| Club Atlético de Pinto                               | España | 1998-2000       |
| Club Deportivo Móstoles                              | España | 2000-2002       |
| RSD Alcalá                                           | España | 2002-2004       |
| AD Alcorcón                                          | España | 2005-2006       |
| CD Leganés                                           | España | 2007-2009       |
| Vallecas Club de Fútbol                              | España | 2009-2010       |
| Club Unión Collado Villalba                          | España | 2011-2013       |
| Club Atlético de Pinto Juvenil "A"                   | España | 2014-2015       |
| Selección de fútbol sub-16 de España                 | España | 2017-2018       |
| Selección de fútbol sub-18 de España                 | España | 2018-2019       |
| Selección de fútbol sub-17 de España                 | España | 2018-2021       |
| Selección de fútbol sub-15 de España                 | España | 2021-2022       |
| Selección de fútbol sub-16 de España                 | España | 2021-2022       |
| Selección de fútbol de Omán sub-17, sub-19 y sub-20  | Omán   | 2022-2023       |
| Selección de fútbol sub-21 de España (2º entrenador) | España | 2023-2025       |
| Selección de fútbol sub-15 de España                 | España | 2023-2025       |
| Selección de fútbol sub-16 de España                 | España | 2023-2025       |
| Selección de fútbol sub-21 de España                 | España | 2025-actualidad |